# Nati nel 1975/Aprile
| Questa pagina contiene informazioni ricavate automaticamente dalle voci biografiche con l'ausilio del template Bio e di un bot. L'aggiornamento è periodico e automatico e ricostruisce completamente la pagina. Se manca una persona in questa lista, sei pregato di non aggiungerla, ma accertati piuttosto che la sua voce biografica contenga il template Bio e che i dati anagrafici siano correttamente compilati. Se il template Bio manca, inseriscilo tu stesso o, in alternativa, metti l'avviso {{tmp\|Bio}} che ne segnala la mancanza. Se i dati riportati sono sbagliati, correggi direttamente la voce biografica; le modifiche saranno visibili in questa lista entro pochi giorni. Per chiarimenti vedi il progetto biografie. La lista contiene solo le 351 persone che sono citate nell'enciclopedia e per le quali è stato implementato correttamente il template Bio. Pagina aggiornata al 18 lug 2025. |

- 1º aprile - George Bastl, ex tennista svizzero
- 1º aprile - Cécile Duflot, politica e urbanista francese
- 1º aprile - Geoff Duncan, politico e ex giocatore di baseball statunitense
- 1º aprile - José Antonio García Calvo, dirigente sportivo e ex calciatore spagnolo
- 1º aprile - Cinzia Giorgio, scrittrice italiana
- 1º aprile - Gerrit Glomser, dirigente sportivo e ex ciclista su strada austriaco
- 1º aprile - Singa Gätgens, attrice e conduttrice televisiva tedesca
- 1º aprile - Magdalena Maleeva, ex tennista bulgara
- 1º aprile - Cristina Mauri, sciatrice d'erba italiana
- 1º aprile - Viktória Mohácsi, politica ungherese
- 1º aprile - Michael Poulsen, cantante e chitarrista danese
- 1º aprile - Rocca, rapper francese
- 1º aprile - Marios Themistokleous, allenatore di calcio e ex calciatore cipriota
- 1º aprile - Washington Stecanela Cerqueira, allenatore di calcio e ex calciatore brasiliano
- 1º aprile - John Butler, musicista australiano
- 2 aprile - Emosi Baleinuku, ex calciatore figiano
- 2 aprile - Nate Huffman, cestista statunitense († 2015)
- 2 aprile - Randy Livingston, allenatore di pallacanestro e ex cestista statunitense
- 2 aprile - Brian van Loo, ex calciatore olandese
- 2 aprile - Pattie Mallette, scrittrice e produttrice cinematografica canadese
- 2 aprile - Pedro Pascal, attore cileno
- 2 aprile - Aleš Pikl, ex calciatore ceco
- 2 aprile - Omar Pivaral, ex calciatore guatemalteco
- 2 aprile - Shawn Rhoden, culturista giamaicano († 2021)
- 2 aprile - Adam Rodríguez, attore, sceneggiatore e regista statunitense
- 2 aprile - Katrin Rutschow-Stomporowski, canottiera tedesca
- 2 aprile - Audrius Šlekys, calciatore lituano († 2003)
- 2 aprile - Óscar Téllez, ex calciatore spagnolo
- 3 aprile - Maria Domenica Castellone, politica e medico italiana
- 3 aprile - Emanuele Cestari, politico italiano
- 3 aprile - Alice Dominici, nuotatrice artistica italiana
- 3 aprile - Daverson Franzoi, ex giocatore di calcio a 5 brasiliano
- 3 aprile - Luis Guadalupe, ex calciatore peruviano
- 3 aprile - Thomas Hamilton, ex cestista statunitense
- 3 aprile - Aleksej Mozgovoj, militare ucraino († 2015)
- 3 aprile - Kornél Mundruczó, regista e sceneggiatore ungherese
- 3 aprile - Masaki Ogawa, ex calciatore giapponese
- 3 aprile - Michael Olowokandi, ex cestista nigeriano
- 3 aprile - Joakim Persson, allenatore di calcio e ex calciatore svedese
- 3 aprile - Alessandro Piccinelli, fumettista italiano
- 3 aprile - Aries Spears, attore e comico statunitense
- 3 aprile - Spiller, disc jockey italiano
- 3 aprile - Tancredi Turco, politico italiano
- 3 aprile - Kōji Uehara, ex giocatore di baseball giapponese
- 3 aprile - Chiara Valentini, pilota motociclistica, conduttrice televisiva e autrice televisiva italiana
- 3 aprile - Nachson Wachsman, militare israeliano († 1994)
- 4 aprile - Ahn Kyoung-mi, illustratrice sudcoreana
- 4 aprile - Kisha Ford, ex cestista e allenatrice di pallacanestro statunitense
- 4 aprile - Thobias Fredriksson, ex fondista svedese
- 4 aprile - Luca Gamba, ex cestista e allenatore di pallacanestro italiano
- 4 aprile - Joyce Giraud, attrice e modella portoricana
- 4 aprile - Josh Hayes, pilota motociclistico statunitense
- 4 aprile - Sean Maher, attore statunitense
- 4 aprile - Edoardo Rabezzana, pallavolista italiano
- 4 aprile - Lázaro Rivas, lottatore cubano († 2013)
- 4 aprile - Mamadou Sylla, ex calciatore senegalese
- 4 aprile - Natalija Vorožbyt, drammaturga, regista e sceneggiatrice ucraina
- 4 aprile - Kevin Weekes, ex hockeista su ghiaccio canadese
- 5 aprile - Kémoko Camara, ex calciatore guineano
- 5 aprile - Enrico Cardile, ingegnere italiano
- 5 aprile - Diego Crivellari, politico italiano
- 5 aprile - Serhij Dejneko, generale e poliziotto ucraino
- 5 aprile - John Hartson, ex calciatore gallese
- 5 aprile - Juicy J, produttore discografico e rapper statunitense
- 5 aprile - Serhij Klyment'jev, ex hockeista su ghiaccio ucraino
- 5 aprile - Caitlin Moran, scrittrice e giornalista inglese
- 5 aprile - Krisztián Németh, allenatore di calcio e ex calciatore slovacco
- 5 aprile - Marcos Vales, ex calciatore spagnolo
- 5 aprile - Manuel Vanuzzo, cestista e allenatore di pallacanestro italiano
- 5 aprile - Shammond Williams, ex cestista statunitense
- 6 aprile - Denis Agafonov, ex giocatore di calcio a 5 russo
- 6 aprile - Leigh Bardugo, scrittrice statunitense
- 6 aprile - Zach Braff, attore, regista e sceneggiatore statunitense
- 6 aprile - Hal Gill, ex hockeista su ghiaccio statunitense
- 6 aprile - Johan Karlsson, ex calciatore svedese
- 6 aprile - Marian Málek, biatleta ceco
- 6 aprile - Kati Pulkkinen, ex fondista finlandese
- 6 aprile - Anke Rehlinger, politica tedesca
- 6 aprile - Joel West, supermodello e attore statunitense
- 6 aprile - Kevin Willard, ex cestista e allenatore di pallacanestro statunitense
- 7 aprile - Tiki Barber, ex giocatore di football americano statunitense
- 7 aprile - Ronde Barber, ex giocatore di football americano statunitense
- 7 aprile - Heather Burns, attrice statunitense
- 7 aprile - John Cooper, cantante e bassista statunitense
- 7 aprile - Marco Gallarino, filosofo e storico della filosofia italiano
- 7 aprile - Ricardo González Tezanos, ex cestista spagnolo
- 7 aprile - Ángeles González-Sinde, regista, sceneggiatrice e politica spagnola
- 7 aprile - Thorsten Leibenath, ex cestista, allenatore di pallacanestro e dirigente sportivo tedesco
- 7 aprile - Miklós Lendvai, calciatore e allenatore di calcio ungherese († 2023)
- 7 aprile - Pablo Machín, allenatore di calcio e ex calciatore spagnolo
- 7 aprile - Sergio Peris-Mencheta, attore e regista teatrale spagnolo
- 7 aprile - Fever Ray, cantante svedese
- 7 aprile - Darya Safai, politica e scrittrice iraniana
- 7 aprile - Hector Ulloque Franco, regista colombiano
- 8 aprile - Anouk, cantante olandese
- 8 aprile - Roberto Capucci, regista, sceneggiatore e musicista italiano
- 8 aprile - Francesco Flachi, ex calciatore italiano
- 8 aprile - Vicky Grau, ex sciatrice alpina andorrana
- 8 aprile - Berni Hernández, ex cestista spagnolo
- 8 aprile - Oksana Kazakova, ex pattinatrice artistica su ghiaccio russa
- 8 aprile - Keijo Kurttila, ex fondista finlandese
- 8 aprile - Nadav Lapid, regista e sceneggiatore israeliano
- 9 aprile - Óscar Arpón, ex calciatore spagnolo
- 9 aprile - Edson Astivia, ex calciatore messicano
- 9 aprile - Grégory Carraz, ex tennista francese
- 9 aprile - Tony Dinning, allenatore di calcio e ex calciatore inglese
- 9 aprile - Saïd El Khadraoui, politico belga
- 9 aprile - Eddie Elisma, ex cestista statunitense
- 9 aprile - Robbie Fowler, allenatore di calcio e ex calciatore inglese
- 9 aprile - David Gordon Green, regista, sceneggiatore e produttore cinematografico statunitense
- 9 aprile - Tony Gunawan, ex giocatore di badminton indonesiano
- 9 aprile - Alan Kelly, arbitro di calcio irlandese
- 9 aprile - Fabrizio Moro, cantautore e regista italiano
- 9 aprile - Goce Smilevski, scrittore macedone
- 9 aprile - Michal Špit, ex calciatore ceco
- 9 aprile - Frank Stippler, pilota automobilistico tedesco
- 9 aprile - Bertine Zetlitz, cantante norvegese
- 10 aprile - Fredrik Bryngelsson, ex calciatore svedese
- 10 aprile - Chris Carrabba, cantante e chitarrista statunitense
- 10 aprile - Rasheed Clark, scrittore statunitense
- 10 aprile - Gabriele Graziani, allenatore di calcio e dirigente sportivo italiano
- 10 aprile - David Harbour, attore statunitense
- 10 aprile - Nobuo Kawaguchi, ex calciatore giapponese
- 10 aprile - Kimberlyn King-Hinds, politica statunitense
- 10 aprile - Nela Lucic, attrice bosniaca
- 10 aprile - Joseph Ngolepus, ex maratoneta keniota
- 10 aprile - Matthew Phillips, ex rugbista a 15 neozelandese
- 10 aprile - Agneša Sviteková, ex cestista slovacca
- 11 aprile - Samuli Aro, pilota motociclistico finlandese
- 11 aprile - Orestas Buitkus, ex calciatore lituano
- 11 aprile - Anita Dark, ex attrice pornografica ungherese
- 11 aprile - Giovanni Giuseppe Di Meglio, allenatore di calcio, dirigente sportivo e ex calciatore italiano
- 11 aprile - Jani Paasonen, pilota di rally finlandese
- 11 aprile - Alessandro Sbrizzo, allenatore di calcio e ex calciatore italiano
- 11 aprile - Walid Soliman, scrittore e traduttore tunisino
- 11 aprile - Fōteinī Volonakī, ex cestista greca
- 12 aprile - Sito Alonso, allenatore di pallacanestro spagnolo
- 12 aprile - Maurizia Cecconi, nuotatrice artistica italiana
- 12 aprile - Sergio Cerruti, produttore discografico e disc jockey italiano
- 12 aprile - Cibernetico, wrestler messicano
- 12 aprile - Kirill Dmitriev, economista e manager russo
- 12 aprile - Mattia Fantinati, politico italiano
- 12 aprile - Sergej Kozko, ex calciatore russo
- 12 aprile - Marcelo Magalhães Machado, ex cestista brasiliano
- 12 aprile - Maria Moroni, pugile, avvocato e dirigente sportivo italiana
- 12 aprile - Marianne Pettersen, ex calciatrice norvegese
- 12 aprile - Stefan Stankalla, ex sciatore alpino tedesco
- 12 aprile - Natal'ja Timakova, giornalista russa
- 12 aprile - Laurent Wauquiez, politico francese
- 13 aprile - Jasey Jay Anderson, ex snowboarder canadese
- 13 aprile - Lou Bega, cantante tedesco
- 13 aprile - Bruce Dyer, ex calciatore inglese
- 13 aprile - Johan Hallgren, chitarrista, polistrumentista e compositore svedese
- 13 aprile - Tat'jana Navka, ex danzatrice su ghiaccio russa
- 13 aprile - Torsten Spanneberg, ex nuotatore tedesco
- 13 aprile - Victoria Villarruel, politica e avvocata argentina
- 14 aprile - Frank Banham, ex hockeista su ghiaccio canadese
- 14 aprile - Tino Chrupalla, politico tedesco
- 14 aprile - Valerij Čižov, ex calciatore russo
- 14 aprile - Brian Daboll, allenatore di football americano canadese
- 14 aprile - Lita, wrestler e cantante statunitense
- 14 aprile - Andy Marshall, allenatore di calcio e ex calciatore inglese
- 14 aprile - Stefano Miceli, pianista e direttore d'orchestra italiano
- 14 aprile - Kōnstantinos Nempegleras, ex calciatore greco
- 14 aprile - Maxette Pirbakas, sindacalista e politica francese
- 14 aprile - Anderson Silva, ex artista marziale misto e ex pugile brasiliano
- 14 aprile - Antwon Tanner, attore statunitense
- 14 aprile - Gabriel Trifu, allenatore di tennis e ex tennista rumeno
- 14 aprile - Jim Whitley, ex calciatore zambiano
- 14 aprile - Veronika Zemanová, modella ceca
- 15 aprile - Adolfo Cambiaso, giocatore di polo argentino
- 15 aprile - Matteo Corradini, scrittore e ebraista italiano
- 15 aprile - Stauros Foukarīs, ex calciatore cipriota
- 15 aprile - Andrea Gherpelli, attore italiano
- 15 aprile - Christian Greco, egittologo italiano
- 15 aprile - Elissa Knight, doppiatrice statunitense
- 15 aprile - Philip Labonte, cantante statunitense
- 15 aprile - Patricio Loustau, arbitro di calcio argentino
- 15 aprile - Natacha Polony, giornalista e saggista francese
- 15 aprile - Cyril Rool, ex calciatore francese
- 15 aprile - Grete Strøm, ex sciatrice alpina norvegese
- 16 aprile - Diego Alonso, allenatore di calcio e ex calciatore uruguaiano
- 16 aprile - Selborne Boome, ex rugbista a 15 sudafricano
- 16 aprile - Antonino Cannavacciuolo, cuoco, personaggio televisivo e imprenditore italiano
- 16 aprile - Keon Clark, ex cestista statunitense
- 16 aprile - Luca Di Martino, giornalista, saggista e scrittore italiano
- 16 aprile - Tiago Ferreira, allenatore di calcio e ex calciatore portoghese
- 16 aprile - Isaac Fontaine, ex cestista statunitense
- 16 aprile - Hameedullah Haidary, scacchista afghano
- 16 aprile - Ken'ichi Hashimoto, ex calciatore giapponese
- 16 aprile - Mawela Kanasi, ex cestista della Repubblica Democratica del Congo
- 16 aprile - Komal Oli, cantante, conduttrice televisiva e politica nepalese
- 16 aprile - Flávio Canto, ex judoka brasiliano
- 16 aprile - Doriane Vidal, ex snowboarder francese
- 16 aprile - Karl Yune, attore statunitense
- 16 aprile - Pietro Zucconi, ex ciclista su strada svizzero
- 16 aprile - Megumi Ōhara, doppiatrice giapponese
- 17 aprile - Gabriele Becker, ex velocista tedesca
- 17 aprile - Nikolaj Chomeriki, regista e sceneggiatore russo
- 17 aprile - Stefano Fiore, allenatore di calcio, dirigente sportivo e ex calciatore italiano
- 17 aprile - Gianfranco Guareschi, pilota motociclistico italiano
- 17 aprile - Oleg Viktorovič Maltsev, psicologo ucraino
- 17 aprile - José Luis Martínez-Almeida, politico spagnolo
- 17 aprile - Maciej Meller, chitarrista polacco
- 17 aprile - Wélton, ex calciatore brasiliano
- 17 aprile - Wenderson Arruda Said, allenatore di calcio e ex calciatore brasiliano
- 18 aprile - Ledis Balceiro, canoista cubano
- 18 aprile - Adriano Basso, ex calciatore brasiliano
- 18 aprile - Sanna Englund, attrice e modella tedesca
- 18 aprile - GoonRock, produttore discografico, paroliere e disc jockey statunitense
- 18 aprile - Frédéric Née, allenatore di calcio e ex calciatore francese
- 18 aprile - Koffi Olympio, ex calciatore togolese
- 18 aprile - Kōnstantinos Papadakīs, politico greco
- 18 aprile - Anna Santer, fondista italiana
- 18 aprile - Kerim Tekin, cantante e attore turco († 1998)
- 18 aprile - Sergei Terehhov, allenatore di calcio e ex calciatore estone
- 19 aprile - Massimo Ansoldi, allenatore di hockey su ghiaccio e ex hockeista su ghiaccio italiano
- 19 aprile - Julien Fournié, stilista francese
- 19 aprile - Jussi Jääskeläinen, ex calciatore finlandese
- 19 aprile - Ai Maeda, doppiatrice e cantante giapponese
- 19 aprile - Jean-Michel Michaud, ex calciatore francese
- 19 aprile - Juan Carlos Moreno, ex calciatore spagnolo
- 19 aprile - Marius Măldărășanu, allenatore di calcio e ex calciatore rumeno
- 19 aprile - Hugh O'Conor, attore irlandese
- 19 aprile - Gentleman, cantante tedesco
- 20 aprile - Nuno Campos, allenatore di calcio e ex calciatore portoghese
- 20 aprile - Federico Crovari, dirigente sportivo e ex calciatore italiano
- 20 aprile - Atifete Jahjaga, politica kosovara
- 20 aprile - Lisa Langseth, sceneggiatrice e regista svedese
- 20 aprile - Killer Mike, rapper statunitense
- 20 aprile - John van de Ruit, scrittore e attore sudafricano
- 21 aprile - Dom Capuano, compositore e produttore discografico italiano
- 21 aprile - Sebastián Cejas, allenatore di calcio e ex calciatore argentino
- 21 aprile - Nell Freudenberger, scrittrice statunitense
- 21 aprile - Jacob Gaina, rugbista a 15 neozelandese († 2017)
- 21 aprile - Danyon Loader, ex nuotatore neozelandese
- 21 aprile - Eleonora Magaddino, ex cestista italiana
- 21 aprile - Emiliano Mammucari, fumettista, illustratore e scrittore italiano
- 21 aprile - Charlie O'Connell, attore statunitense
- 21 aprile - Kévin Page, ex sciatore alpino francese
- 21 aprile - Jürgen Panis, ex calciatore austriaco
- 21 aprile - Imanol Pradales, politico e sociologo spagnolo
- 21 aprile - Elizaveta Suvorova, ex pentatleta russa
- 21 aprile - Tha Trademarc, rapper statunitense
- 21 aprile - Ben Thornley, ex calciatore inglese
- 21 aprile - Brian J. White, attore statunitense
- 21 aprile - Pedro Winter, disc jockey e produttore discografico francese
- 21 aprile - Wu Chengying, ex calciatore cinese
- 21 aprile - Paulo Diogo, allenatore di calcio e ex calciatore svizzero
- 22 aprile - Fábio Baiano, ex calciatore brasiliano
- 22 aprile - Jordi Cuixart i Navarro, imprenditore e attivista spagnolo
- 22 aprile - Hedvig Hanson, cantante estone
- 22 aprile - Pavel Horváth, ex calciatore ceco
- 22 aprile - Steven Joseph Lopes, vescovo cattolico statunitense
- 22 aprile - Greg Moore, pilota automobilistico canadese († 1999)
- 22 aprile - Anders Nyström, chitarrista svedese
- 22 aprile - Rido MC, rapper e conduttore televisivo italiano
- 22 aprile - Luca Sapio, cantante, musicista e produttore discografico italiano
- 22 aprile - Carlos Sastre, ex ciclista su strada spagnolo
- 22 aprile - Sandy Vee, produttore discografico francese
- 23 aprile - Jónsi, chitarrista e cantante islandese
- 23 aprile - Christian Corrêa Dionísio, ex calciatore brasiliano
- 23 aprile - Tina Harris, cantante statunitense
- 23 aprile - Ol'ga Kern, pianista russa
- 23 aprile - Stine Brun Kjeldaas, ex snowboarder norvegese
- 23 aprile - Javier Limones, ex giocatore di calcio a 5 spagnolo
- 23 aprile - Anton Nouri, attore austriaco
- 23 aprile - Bobby Shaw, ex giocatore di football americano statunitense
- 23 aprile - Damien Touya, schermidore francese
- 23 aprile - Raúl Valbuena, ex calciatore spagnolo
- 24 aprile - Mayumi Azuma, fumettista giapponese
- 24 aprile - Hernán Caruso, ex calciatore e ex giocatore di calcio a 5 argentino
- 24 aprile - Samia Doumit, attrice statunitense
- 24 aprile - Carmen Giannattasio, soprano italiano
- 24 aprile - Raymond Kalla, ex calciatore camerunese
- 24 aprile - Devon Larratt, sportivo e militare canadese
- 24 aprile - Thad Luckinbill, attore e produttore cinematografico statunitense
- 24 aprile - Ricardo Mannetti, allenatore di calcio e ex calciatore namibiano
- 24 aprile - Nora Navas, attrice spagnola
- 24 aprile - Dejan Savić, ex pallanuotista e allenatore di pallanuoto serbo
- 24 aprile - Corrado Serina, ex ciclista su strada italiano
- 24 aprile - Estas Tonne, chitarrista e musicista ucraino
- 24 aprile - Sophie Grégoire Trudeau, giornalista canadese
- 24 aprile - Martyn Wood, rugbista a 15 e allenatore di rugby a 15 britannico
- 25 aprile - Erin Alexander, ex cestista statunitense
- 25 aprile - Laura Bennett, triatleta statunitense
- 25 aprile - Emily Bergl, attrice britannica
- 25 aprile - Pål André Czwartek, ex calciatore norvegese
- 25 aprile - Manuele Fior, fumettista e illustratore italiano
- 25 aprile - Shivani Ghai, attrice britannica
- 25 aprile - Hamada Jambay, ex calciatore malgascio
- 25 aprile - Truls Ove Karlsen, ex sciatore alpino norvegese
- 25 aprile - Roger Machado, allenatore di calcio e ex calciatore brasiliano
- 25 aprile - Ulrich Perathoner, ex sciatore alpino italiano
- 25 aprile - Michael Stewart, ex cestista statunitense
- 25 aprile - Becky Wahlstrom, attrice statunitense
- 26 aprile - Nicolás Asencio, ex calciatore ecuadoriano
- 26 aprile - Joey Jordison, batterista e polistrumentista statunitense († 2021)
- 26 aprile - Arjan Peço, allenatore di calcio e ex calciatore albanese
- 26 aprile - Shin Byung-ho, ex calciatore sudcoreano
- 26 aprile - Markus Strömbergsson, arbitro di calcio svedese
- 26 aprile - Steffen Størseth, ex canottiere norvegese
- 26 aprile - India Summer, attrice pornografica statunitense
- 27 aprile - Michael Booker, ex giocatore di football americano statunitense
- 27 aprile - Claudia Campolongo, musicista, attrice cinematografica e attrice teatrale italiana
- 27 aprile - Kazuyoshi Funaki, saltatore con gli sci giapponese
- 27 aprile - Xavier Gens, regista cinematografico francese
- 27 aprile - Andrew Ginther, politico statunitense
- 27 aprile - Zendon Hamilton, ex cestista e allenatore di pallacanestro statunitense
- 27 aprile - Francesco Lepre, judoka italiano
- 27 aprile - Thierry Paterlini, ex hockeista su ghiaccio e allenatore di hockey su ghiaccio svizzero
- 27 aprile - Letizia Raco, attrice e modella italiana
- 27 aprile - Faustino Reyes, ex pugile spagnolo
- 27 aprile - Bella Hudson, doppiatrice statunitense
- 27 aprile - Alejandro Sequeira, ex calciatore costaricano
- 27 aprile - Mandala Tayde, attrice tedesca
- 27 aprile - Faysal bin Turki bin Faysal Al Sa'ud, principe, imprenditore e ambientalista saudita
- 27 aprile - Ana Paula da Silva, politica brasiliana
- 28 aprile - Fabrizio Bajec, poeta e drammaturgo francese
- 28 aprile - Jérôme Baptendier, ex sciatore alpino francese
- 28 aprile - Clesly Evandro Guimarães, ex calciatore brasiliano
- 28 aprile - Martin Lewis, ex cestista statunitense
- 28 aprile - José Luis Martí, allenatore di calcio e ex calciatore spagnolo
- 28 aprile - Michael Walchhofer, dirigente sportivo e ex sciatore alpino austriaco
- 29 aprile - Josh Booty, ex giocatore di football americano e giocatore di baseball statunitense
- 29 aprile - Diego Castañares, allenatore di calcio a 5 e ex giocatore di calcio a 5 argentino
- 29 aprile - Denis Fasolo, attore italiano
- 29 aprile - Artem Jaškin, ex calciatore ucraino
- 29 aprile - Stephan Käfer, attore tedesco
- 29 aprile - Olga Kefalogiannī, politica greca
- 29 aprile - Eric Koston, skater statunitense
- 29 aprile - Mateusz Kusznierewicz, ex velista polacco
- 29 aprile - Fábio Luciano, ex calciatore brasiliano
- 29 aprile - Kazuyoshi Mikami, ex calciatore giapponese
- 29 aprile - Fred Scarlett, ex canottiere britannico
- 29 aprile - Leonardo Scarselli, ex ciclista su strada e dirigente sportivo italiano
- 29 aprile - Katie Schlukebir, ex tennista statunitense
- 29 aprile - Garrison Starr, cantautrice statunitense
- 29 aprile - Jurij Šul'man, scacchista statunitense
- 29 aprile - Tamar Zandberg, politica israeliana
- 29 aprile - Zach Zarba, arbitro di pallacanestro statunitense
- 30 aprile - Dita Charanzová, diplomatica e politica ceca
- 30 aprile - Johnny Galecki, attore e regista statunitense
- 30 aprile - Ha Tae-kwon, ex giocatore di badminton sudcoreano
- 30 aprile - Tomi Joutsen, cantante finlandese
- 30 aprile - Alan Koch, allenatore di calcio e ex calciatore sudafricano
- 30 aprile - David Moncoutié, ex ciclista su strada francese
- 30 aprile - Kazuo Shimizu, ex calciatore giapponese
- 30 aprile - Annika Strandhäll, sindacalista e politica svedese
- 30 aprile - Lizmaite Trujillo, schermitrice cubana
- 30 aprile - Szabolcs Tóth, ex giocatore di calcio a 5 ungherese